# Gaspar Barreiros
Gaspar Barreiros (Viseu, c. 1515/1516 – Convento de São Francisco de Órgens, Viseu, 6 de Agosto de 1574) foi um clérigo e erudito português do séc. XVI, que se notabilizou sobretudo pela sua obra genealógica e geográfica. A par de Xisto Tavares e Damião de Góis, Gaspar Barreiros foi o mais antigo genealogista português, depois dos medievais conde D. Pedro de Barcelos e os autores dos Livro Velho e Livro do Deão. É também considerado um dos melhores geógrafos do seu tempo.

## Biografia
Autor do manuscrito genealógico «Verdadeira Nobreza ou Linhagens Antigas de Portugal», ainda por publicar, o Doutor Gaspar Barreiros era meio sobrinho materno do grande historiador João de Barros e no final da sua vida, em inícios de 1574, foi chamado para continuar as «Décadas» de seu tio, mas declinou, por se sentir doente.
Apenas com 9 anos de idade, Gaspar Barreiros foi provido com um canonicato na Sé de Viseu. Veio depois a doutorar-se em Teologia na Universidade de Salamanca, onde também estudou Retórica e Aritmética. Foi então tomado como fidalgo da Casa do cardeal infante D. Henrique, com quem viveu 25 anos. Quando o infante foi feito cardeal, Gaspar Barreiros foi por ele enviado a Roma, onde esteve entre 1543 e 1548, como seu embaixador e agente de negócios de Portugal, tendo privado com os cardeais Pedro Bembo e Jacobo Sadoleto.
Regressado a Portugal, foi em 1549 feito cónego doutoral da Sé de Évora e inquisidor desta cidade. Mas pouco depois renunciou o canonicato em seu irmão Lopo de Barros, abade de Tavares, que depois foi deão da Sé de Leiria. Voltou a Roma, donde enviou a 15 de Junho de 1549 uma carta ao Cabido de Viseu sobre a sua partida para o Santa Sé. Por bula do Papa Júlio III de 7 de Março de 1552 foi confirmado como cónego prebendado da Sé de Viseu.
Por influência do futuro São Francisco de Borja, duque da Gandia, entrou para a Companhia de Jesus, em Roma, em 1561. Mas lembrando-se que fizera voto de ser franciscano, alguns meses mais tarde pediu ao Papa Pio IV autorização para abandonar os Jesuítas e tomar o hábito de São Francisco, o que fez a 30 de Abril de 1562, no convento de Ara Celi, adoptando então o nome de Frei Francisco Barreiros.
Voltou depois a Portugal, sendo professor de Teologia nos conventos da ordem em Santarém, Alenquer, Viseu e Lamego. Nos inícios de 1574, por se sentir doente, recolheu ao convento de São Francisco de Órgens, em Viseu, onde nesse mesmo ano faleceu.

## Família
Gaspar Barreiros era irmão do Dr. Lopo de Barros, abade de Tavares, cónego da Sé de Évora e deão da Sé de Leiria, e do Doutor António Barreiros de Seixas.
Eram todos filhos Rui Barreiros de Seixas, cavaleiro fidalgo da Casa Real, cavaleiro da Ordem de Cristo, e nesta ordem comendador de Stº André de Pinhel, que por várias vezes presidiu à Câmara de Viseu (1503, 1511 e 1515) e foi juiz dos órfãos (13 de Fevereiro de 1538), recebedor das sisas (2 de Junho de 1518) e contador do almoxarifado desta cidade, e de sua mulher e prima  Maria de Barros, meia-irmã do historiador João de Barros, autor das «Décadas». Com efeito, o historiador era filho natural de Lopo de Barros, cavaleiro fidalgo da Casa Real, corregedor de Entre Tejo e Guadiana (15 de Janeiro de 1499), ouvidor do rei na Covilhã (22 de Janeiro de 1496), corregedor e juiz de fora em Évora (12 de Novembro de 1499), capitão de quatro navios na tomada de Arzila, etc, sendo Maria de Barros sua filha legítima, havida do seu casamento em Viseu com Leonor Dias de Figueiredo.
Rui Barreiros de Seixas era filho de Rui Barreiros, senhor da honra e quintã de Barreiros, em Viseu, e de sua segunda mulher Filipa de Seixas.

## Obra
Foi autor de vasta bibliografia, principalmente de ordem geográfica, histórica e genealógica:
- «Chorographia de alguns lugares que stam em hum caminho que fez Gaspar Barreiros ó anno de MDXXXXVJ começado na cidade de Badajoz em Castella te á de Milam em Italia ; co alguas outras obras cujo catalogo vai scripto com os nomes dos dictos lugares na folha seguinte. - Em Coimbra : por Ioã Aluarez, & por mandado do doctor Lopo de Barros do Desembargo dªel rei nosso senhor & conego da Se dªEuora, 1561». BNP.
- «Commentarius de Ophyra Regione apud diuinam scripturam comemorata, vnde Salomoni Iudaeorum regi inclyto, ingens, auri, argenti, gemmarum, eboris, aliarumq, rerum copia apportabatur / Gaspare Varrerio Lusitano autore. - Conimbricae : per Ioannem Aluaru, 1561». BNP.
- «Censuras de Gaspar Barreiros sobre quatro liuros intitulados em M. Portio Catam De Originibus, em Beroso Chaldaeo, em Manethon Aegyptio & em Q. Fabio Pictor Romano. - Em Coimbra : per Ioam Aluares : impresso à su custa, 1561». BNP.
- «Censura in quendam auctorem, qui sub falsa inscriptione Berosi Chaldaei circunfertur», Roma, s.d.
- «Carta escrita de Roma a 12 de Novembro de 1547 a El Rey D. João III» (publicada na «História eclesiástica de Braga», Parte I, capítulo 81).
- «Verdadeira Nobreza ou Linhagens Antigas de Portugal», manuscrito que está na BNP, códice 985.
- «Geografia da antiga Lusitânia», manuscrito.
- «Anotações a Ptolomeu», manuscrito.
- «Descrição do Egipto», manuscrito.
- «Observações corográficas de muitos lugares de Espanha», manuscrito.
- «Égloga pastoril em louvor da infanta D. Maria», manuscrito.
- «Vita D. Francisci», manuscrito.
- «Carta consolatória escrita em Roma a 4 de Dezembro de 1563 à infanta D. Maria sobre a morte da infante D. Duarte seu irmão», manuscrito.
- «Carta a Damião de Góis sobre a origem dos Manoeis deste Reino», manuscrito datado do mosteiro de S. Francisco de Santarém a 26 de Julho de 1567 (transcrita em «Damião de Góis, novos estudos», de Joaquim de Vasconcelos, pág. 120).